# ドボヴァ - リュブリャナ線

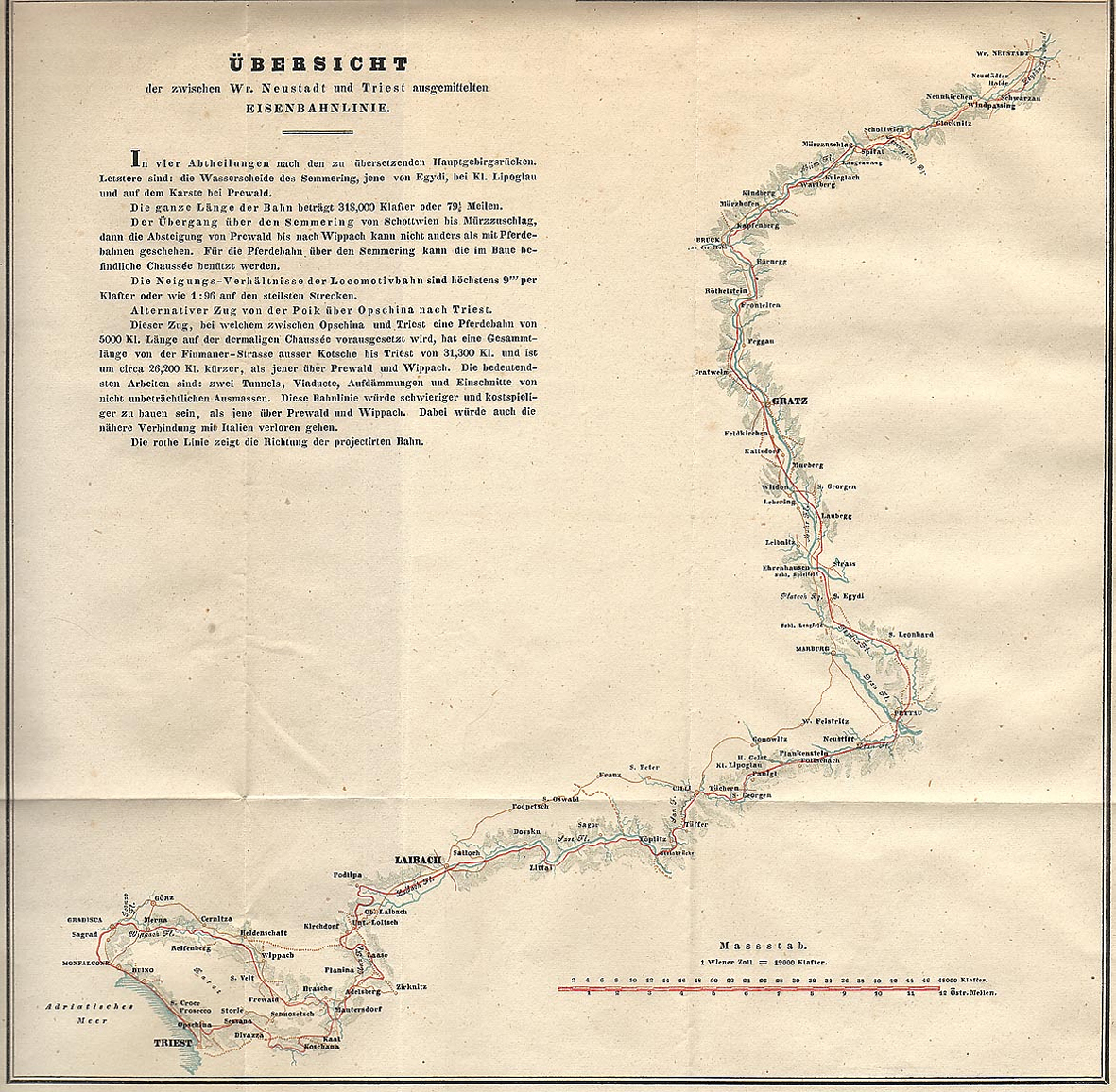
1841年に作成されたオーストリア南部鉄道の路線図

ドボヴァ - リュブリャナ線 (スロベニア語: Železniška proga Dobova–Ljubljana) はスロベニア共和国のドボヴァとリュブリャナを結ぶ路線である。ドボヴァ駅からクロアチアとの国境を越えるとサヴスキ・マロフの街があり、列車はザグレブ方面（クロアチア鉄道M101号線）に直通する。

## 概要
全長は114.751kmであり、全線が複線電化されているが、ドボヴァ - リュブリャナ間は直流3,000V、ドボヴァ - クロアチア国境間は交流50Hz 25kVで電化されている。汎ヨーロッパ回廊の10号線（ザルツブルク - リュブリャナ - ザグレブ - ベオグラード - ニシュ - スコピエ - ヴェレス - テッサロニキ）の一部を形成する。

## 歴史
オーストリア帝国時代の1849年にウィーン・グロッグニッツァー鉄道会社（ドイツ語: Wien-Gloggnitzer Eisenbahn Gesellschaft）によって建設されたオーストリア南部鉄道の一部としてツェリェ - ジダニ・モスト - リュブリャナ間が開業したのが始まりである。1862年にはジダニ・モスト - ドボヴァ - ザグレブ間が開業した。
1919年から1977年にかけてはオリエント急行が当線を経由していた。

## 運行形態
リュブリャナからザグレブ、ベオグラード、ウィーンに向かう国際列車が当線を経由する。国内列車も設定されている。
- EN: ブラチスラヴァ - ウィーン - グラーツ - マリボル - ツェーリェ - セーウニッツァ - ザグレブ - スプリット[5]。